# Ян Оплетал
Ян Оплетал (чес. Jan Opletal; 1 січня 1915, Лгота-над-Моравою, Оломоуцький край — 11 листопада 1939, Прага) — чехословацький громадянин, студент медичного факультету Карлового університету. Помер від вогнепального поранення, отриманого в ході антинацистської демонстрації під час німецької окупації країни. У сучасній Чехії шанується як символ громадянської непокори нацистським загарбникам.

## Життя
Народився в сім'ї Стефана та Анни Оплетал, був восьмою дитиною в сім'ї. Відвідував початкову школу поруч з місцем свого народження в Накло близько Оломоуца. Потім навчався в гімназії в Літовіле, в якій отримав атестат зрілості в 1934 році і яка тепер носить його ім'я. Спочатку хотів поступити вчитися в льотну школу в Простейов. Проте через проблеми із зором в підсумку навчався в школі для офіцерів запасу у Кордоні і проходив тимчасову військову службу в кавалерійських русинських казармах. Почав вивчати медицину в зимовому семестрі 1936—1937 років .
28 жовтня 1939, в річницю створення незалежної Чехословацької держави, в Празі пройшли антинацистські демонстрації і заворушення, в яких взяв участь Оплетал. Демонстрації були жорстко придушені нацистами. Ян Оплетал на Карловому майдані в Празі був поранений пострілом у живіт, ймовірно, з цивільного пістолета. Він був негайно прооперований лікарем Арнольдом Ірасека в лікарні на Карловому майдані. Помер 11 листопада від перитоніту. Під час демонстрації був застрелений і помічник пекаря Вацлав Седлачек, який помер під час транспортування до лікарні.

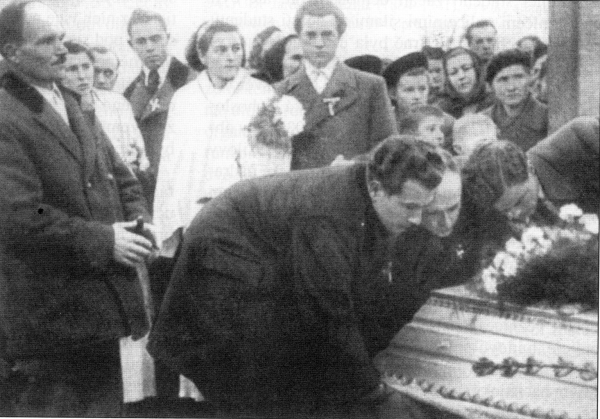
Поховання Яна Оплетала

У похоронах Оплетала 15 листопада взяли участь тисячі студентів, і їх зходи переросли в другій виток антигітлерівських демонстрацій, які призвели до закриття всіх чеських університетів і коледжів імперським протектором Костянтином фон Нейратом. Більше 1200 студентів були відправлені в концентраційний табір Заксенгаузен, а дев'ять студентів і активістів студентських організацій були 17 листопада страчені. На знак пам'яті про цю подію 17 листопада було оголошено Міжнародним союзом студентів Міжнародним днем студентів.

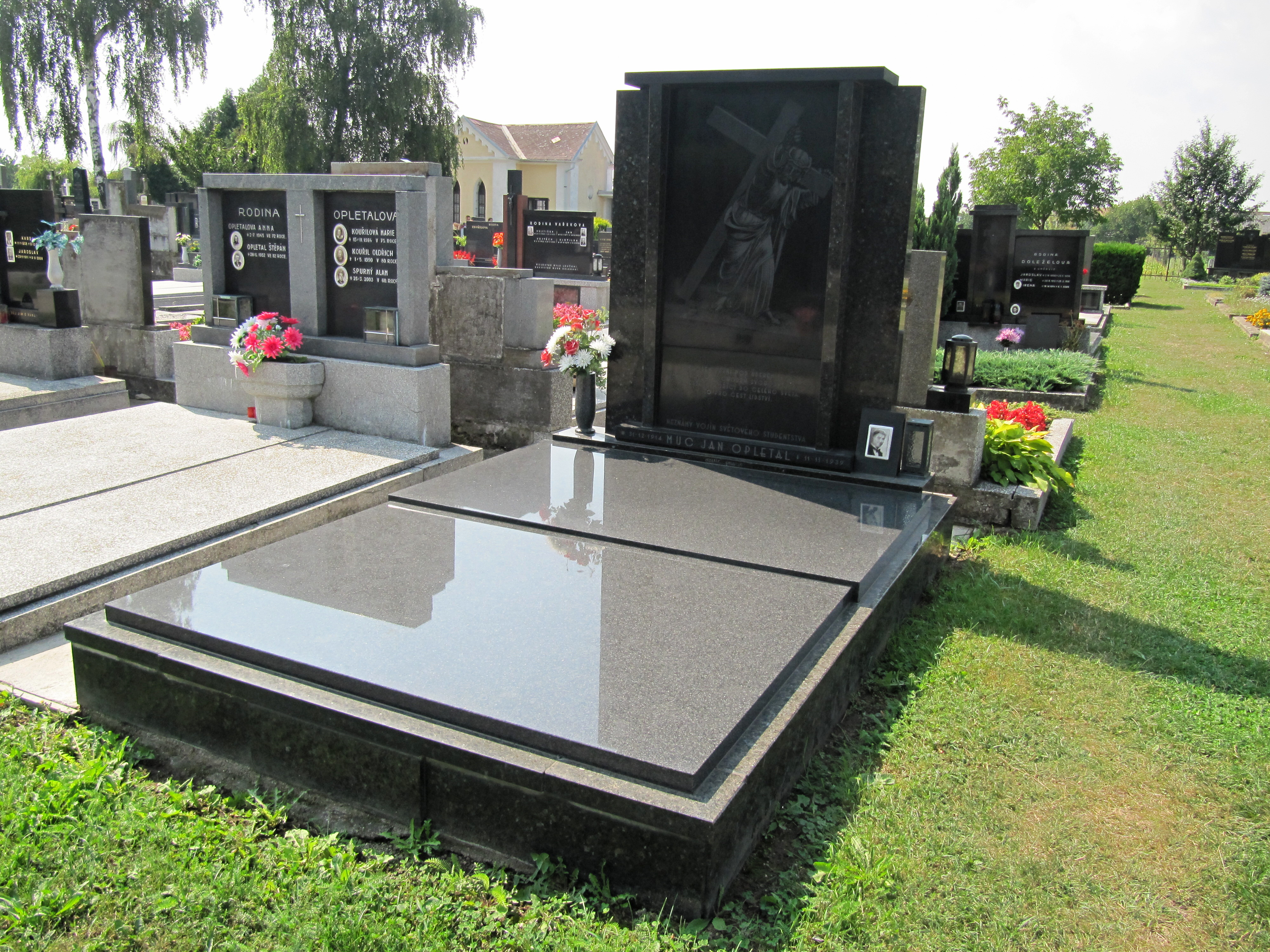
Могила Яна Оплетала

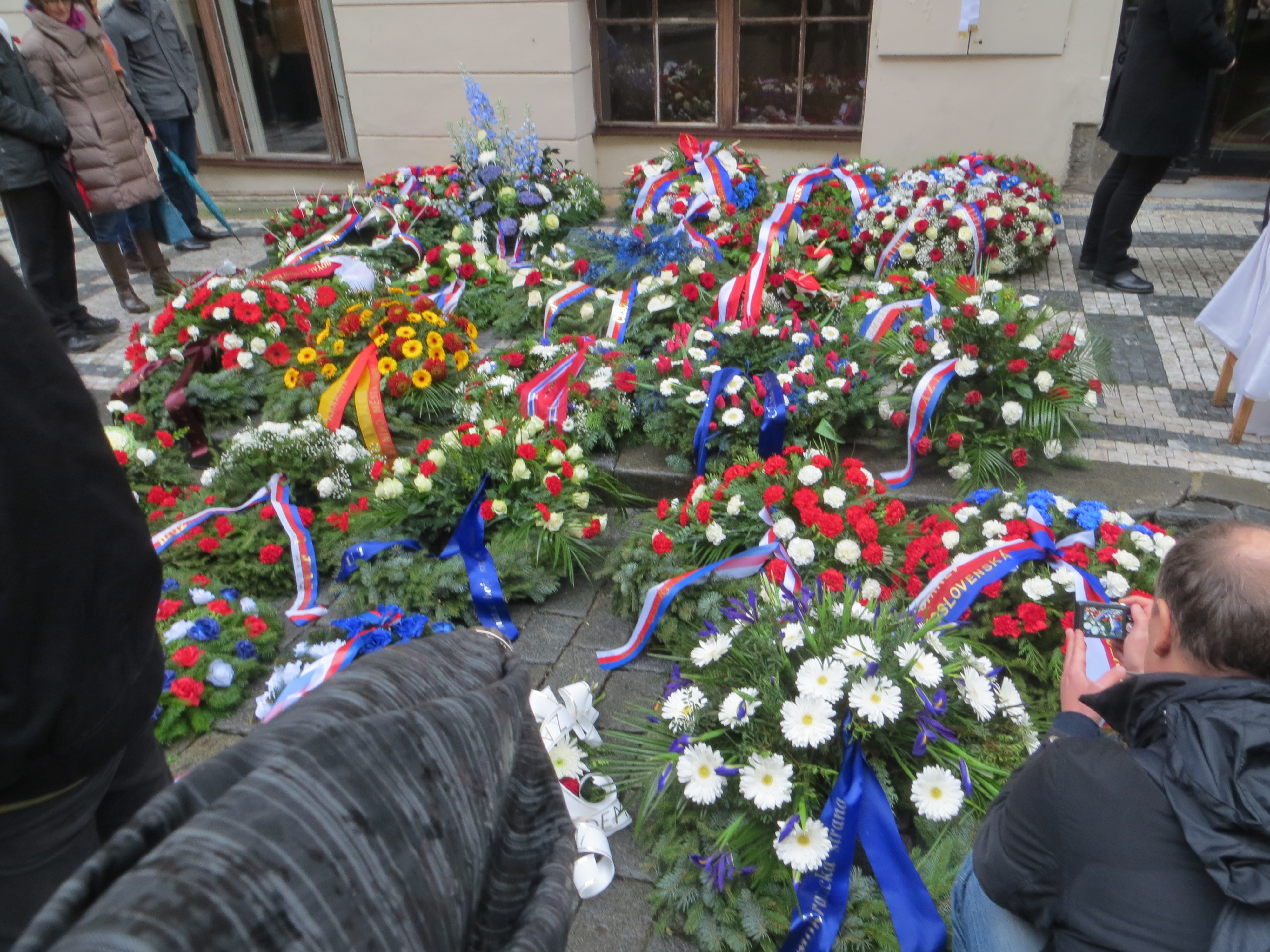
Меморіальні заходи, присвячені пам'яті Яна Оплетала (2015)

Останки Оплетала були перепоховані в рідному Накло, де пізніше був зведений його меморіал. У низці чеських міст (наприклад, у Празі, Оломоуці, Брно, Подєбрадах) на честь Оплетала були названі вулиці. Вулиця Оплеталова в Празі розташована поруч з Вацлавською площею.
У 1996 році був посмертно нагороджений орденом Масарика I класу.